# Calf Point
Calf Point är en udde i Antarktis. Den ligger i Östantarktis. Nya Zeeland gör anspråk på området.
Terrängen inåt land är huvudsakligen kuperad, men åt sydväst är den bergig. Havet är nära Calf Point åt nordost. Trakten är obefolkad. Det finns inga samhällen i närheten. 